# Химн на Нидерландия
Wilhelmus van Nassouwe, по-известен като Wilhelmus, е националният химн на Кралство Нидерландия и един от най-старите химни в света. Написан е между 1568 и 1572 г. по време на Нидерландското въстание срещу Испания, посветен на водача на въстаниците, Вилхелм Орански. Предполагаемият автор е Филип ван Марникс. Химнът не е бил признат за официален до 1932 г. Въпреки това, той винаги е бил популярен сред народа, въпреки че се променя на няколко пъти по време на историята на формирането на държавата. Бил е също химн на Нидерландските Антили от 1954 до 1964 г.

## Текст
| Оригинален текст | Буквален превод на български |
| --- | --- |
| Wilhelmus van Nassauwe ben ik, van Duitsen bloed, den vaderland getrouwe blijf ik tot in den dood. Een Prinse van Oranje ben ik, vrij, onverveerd, den Koning van Hispanje heb ik altijd geëerd. | Вилхелм от Насау съм аз, в мен тече немска кръв. Верен на родината оставам до смъртта си. Принцът Орански съм аз, свободен, безстрашен, краля на Испания винаги съм почитал. |